# Antas de Belas
Unter dem Namen Antas da Belas werden drei Megalithanlagen in Zentralportugal, nordwestlich von Lissabon in der Gemeinde (Freguesia) União das freguesias de Queluz e Belas im Kreis (Concelho) Sintra, Distrikt Lissabon zusammengefasst.
Anta, Mámoa, Dolmen, Orca und Lapa sind die in Portugal geläufigen Bezeichnungen für die ungefähr 5000 Megalithanlagen, die während des Neolithikums im Westen der Iberischen Halbinsel von den Nachfolgern der Cardial- oder Impressokultur errichtet wurden.

## Denkmalpflege
Im Jahre 1910 wurden die drei Megalithgräber:
- Anta da Estria
- Anta do Monte Abraão
- Anta do Senhor da Serra

zusammen unter dem Namen Antas de Belas als Monumento Nacional eingetragen und geschützt.
Ausschlaggebend für die gemeinsame Unterschutzstellung waren weniger die archäologischen Übereinstimmungen der drei Grabanlagen als vielmehr ihre räumliche Nähe zueinander (die drei Megalithen liegen maximal 550 m voneinander entfernt) und die Tatsache, dass alle drei Fundorte in der zweiten Hälfte des 19. Jahrhunderts durch den portugiesischen Geologen Carlos Ribeiro entdeckt und untersucht wurden.